# Josef Rom
Josef Rom (hebrejsky יוסף רום‎, rodným jménem Josef Rabinovič, 'יוסף רובינוביץ‎; 2. září 1932 – 19. listopadu 1997) byl izraelský inženýr, politik a poslanec Knesetu za stranu Likud.

## Biografie
Narodil se ve Varšavě v Polsku. V roce 1935 přesídlil do dnešního Izraele. Studoval střední školu v Tel Avivu a mechanické a letecké strojírenství na Illinois Institute of Technology a California Institute of Technology (tam působil v letech 1957–1958 jako výzkumný pracovník). V roce 1958 nastoupil na Technion – Izraelský technologický institut, kde působil v 60. a 70. letech jako děkan fakulty leteckého strojírenství. V roce 1976 mu byla udělena Izraelská cena.

## Politická dráha
V roce 1976 vstoupil do hnutí Cherut, kde zastával post člena ústředního výboru a vedení. V letech 1976–1977 také předsedal organizaci Cherutu v Haifě. Byl rovněž předsedou mládežnické sekce strany v letech 1977–1981.
V izraelském parlamentu zasedl poprvé po volbách v roce 1977, do nichž šel za Likud. Byl členem výboru pro imigraci a absorpci a výboru pro zahraniční záležitosti a obranu. Předsedal podvýboru pro obranný průmysl, podvýboru pro jadernou energetiku, podvýboru pro židovské komunity žijící v chudobě a podvýboru pro Negev. Ve volbách v roce 1981 obhájil mandát poslance. Nastoupil jako člen do výboru pro imigraci a absorpci a výboru pro zahraniční záležitosti a obranu. Ve volbách v roce 1984 nebyl zvolen.